# Exochus aizankeanus
Exochus aizankeanus är en stekelart som beskrevs av Kusigemati 1971. Exochus aizankeanus ingår i släktet Exochus och familjen brokparasitsteklar. Inga underarter finns listade i Catalogue of Life.